# (7384) 1981 TJ
1981 تي جاي (ويعرف أيضًا باسم (7384) 1981 تي جاي وفق تسمية الكوكب الصغير) (بالإنجليزية: 1981 TJ)‏ هو كويكب ضمن حزام الكويكبات؛ وترتيبه 7384 من حيث الاكتشاف.
اكتُشف هذا الجُرم الفلكي بواسطة Zdeňka Vávrová ‏ في 6 أكتوبر 1981.

## وصلات خارجية
- (7384) 1981 TJ في قاعدة بيانات مختبر الدفع النفاث لأجرام النظام الشمسي الصغيرة

- الاكتشاف · مخطط المدار ·  العناصر المدارية · المعلمات المادية

- (7384) 1981 TJ على موقع ويكي سكاي: DSS2, SDSS, GALEX, IRAS, Hydrogen α, X-Ray, Astrophoto, Sky Map, Articles and images